# 乌咖哩
乌咖哩（有时也称作 sima、sembe或posho）是用水、牛奶煮熟的玉米粉面团料理，是东部非洲大湖地区和南部非洲饮食中最常见的淀粉类主食。传统吃法是用手一次滚出一个小球，然后用三个手指捏制成饼，一般也与肉、鱼、豆类或蔬菜烹饪的酱汁搭配食用，乌咖哩的价格相对低廉，在一些非洲国家的餐厅也容易点到。
在2017年，UNESCO將其列入非物質文化遺產，是當中少數的料理。

## 名稱
「Ugali」一詞源自斯瓦希里語，在如齊切瓦語與通布卡语等馬拉威語言中，這道料理也廣泛被稱為「nsima」。在肯亞部分地區，該菜餚也有「sembe」或「ugali」等非正式名稱。在辛巴威，紹納語中稱其為「sadza」、恩德贝莱语則稱「isitshwala」。「(mielie) pap」是南非荷蘭語的名稱，來自荷蘭語，該詞意指（玉米）粥。

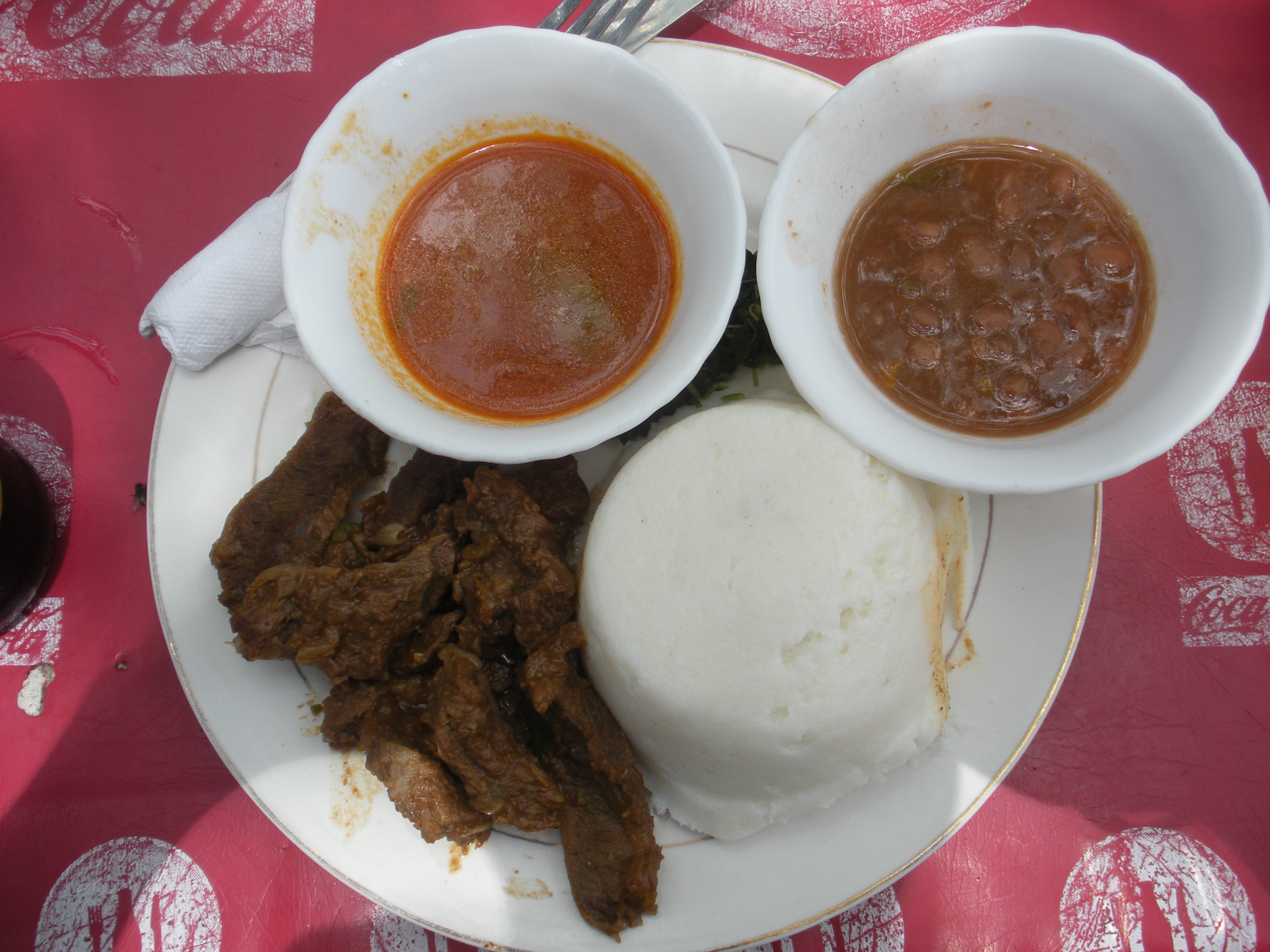
與牛肉醬一同食用的烏咖哩

而在非洲其他國家，烏咖哩另有數十種不同名稱。

## 歷史
16至17世紀間，葡萄牙人自美洲將玉米引入非洲。在此之前，大多數漠南非洲主要種植的穀物為高粱與小米。由於玉米的栽培方式與高粱相似，但產量顯著較高，因此非洲農民迅速接受了玉米。除較乾旱地區外，玉米約在20世紀末取代高粱成為主要作物。而烏咖哩因此開始流行。
在馬拉威，當地有句諺語「chimanga ndi moyo」，意即「玉米就是生命」。除玉米粉外，也可使用高粱、樹薯粉與玉米粉混合製作。在馬拉威沿湖地區較常以樹薯製作，若玉米歉收，則全國各地皆可見以樹薯製作。